# Naxar
Le naxar (en tchétchène : нахар, co-orthographié nakhar ou nahar ) est la monnaie que les séparatistes tchétchènes prévoyaient pour la République tchétchène d'Itchkérie.
En 1994, au Royaume-Uni, des billets de banque ont été imprimés en coupures de 1, 3, 5, 10, 20, 50, 100, 500 et 1 000 nakhar, datés de 1995.
Cette monnaie n'a pas été mise en circulation et presque tous les billets imprimés stockés dans la banque de Grozny ont été détruits par l'armée russe.
Le nom est dérivé du tchétchène нахарт (nakhart), qui signifie « petite monnaie ».